# Cable de pares
Un cable de pares es el formado por grupos de dos hilos de material conductor, de grosores entre 0,3 y 3 mm, recubiertos de plástico protector.
El cable multipar es aquel formado por un elevado número de pares de cobre, generalmente múltiplo de 25. Existen cables multipares normalizados con capacidad de 25, 50, 100, 250, 1200 y hasta 3600 pares en un único cable físico.
Los cables de pares son usados para la conexión física de equipos de telefonía, en redes de datos, como por ejemplo en redes de área local (LAN). En estas redes de datos se utilizan cables de pares trenzados (UTP) de cobre, donde los conductores se “trenzan” entre sí, y apantallados, es decir cubiertos de una pantalla o malla de material conductor (STP). Estas mejoras permiten la transmisión de datos a capacidades altas y minimizan interferencias hacia/desde otros sistemas,  Este había ya muerto pero salió la tecnología de canalización y nodos por la cual el cobre volvió a vivir.